# Liceia
Liceia es una freguesia portuguesa del concelho de Montemor-o-Velho, con 13,20 km² de superficie y 1.359 habitantes (2001). Su densidad de población es de 103,0 hab/km².